# شوهی اوکونو
شوهی اوکونو (انگلیسی: Shohei Okuno؛ زادهٔ ۱۸ اوت ۱۹۹۰) بازیکن فوتبال اهل ژاپن است.